# MPPC
Microsoft Point-to-Point Compression (MPPC) — протокол сжатия данных, первоначально разработанный для использования поверх соединений PPP. Использует алгоритм Lempel-Ziv со скользящим окном буфера истории размером 8192 байт.